# Robert Daws
Robert Daws, född 4 maj 1959 i Leigh-on-Sea, Essex är en brittisk skådespelare. 

## Filmografi i urval
- 1990–1993 – Jeeves och Wooster (TV-serie)
- 1991 – Huset Eliott (TV-serie)
- 2000 – Ta en flicka som du (TV-serie)
- 2001 – Män i vapen (miniserie)
- 2001 – Arthur's dyke
- 2003–2011 – St Aidans sjukhus (TV-serie)
- 2006 – Land of the Blind
- 2015–2018 – Poldark (TV-serie)